# Srnojedy
Srnojedy település Csehországban, a Pardubicei járásban. Srnojedy Pardubice és Rybitví településekkel határos. Lakosainak száma 787 fő (2024. január 1.).

## Népesség
A település lakosságának változását az alábbi diagram mutatja:
| Lakosok száma | 120  | 170  | 187  | 271  | 244  | 646  | 665  | 722  | 827  | 787  |
|               | 1869 | 1900 | 1921 | 1961 | 1980 | 2011 | 2016 | 2019 | 2021 | 2024 |